# Bugs Bunny/Filmografie
Dies ist eine Liste der verschiedenen Bugs-Bunny-Zeichentrickfilme.
In Ben Hardaways und Cal Daltons Schweinchen-Dick-Kurzfilm Porkys Hasenjagd erschien 1938 erstmals ein namenloser Prototyp der Figur Bugs Bunny, der im Englischen auch „Happy Rabbit“ (zu Deutsch: „lustiger Hase“) genannt wird. Es folgten noch drei weitere Kurzfilmauftritte von Bugs-Bunny-Prototypen in Geisterstunde (1939), Hasenfuss auf Kriegspfad (1939) und dem Elmer-Fudd-Film Vorsicht Kamera! (1940) sowie zwei Kurzauftritte in den zwei Schweinchen-Dick-Kurzfilmen Naughty Neighbors (1939) und Patient Porky (1940), bis Bugs Bunny 1940 in Tex Averys Kurzfilm Die Hasenfalle sein heutiges Aussehen und 1941 in Chuck Jones’ Kurzfilm Kaninchenplage seinen heutigen Namen erhielt.
Im goldenen Zeitalter des US-amerikanischen Zeichentrickfilms trat Bugs Bunny von 1940 bis 1964 in 168 Kino-Kurzfilmen der von Warner Bros. Entertainment produzierten Looney-Tunes- und Merrie-Melodies-Reihen auf. In 10 weiteren dieser Kurzfilme hatte er einen Kurzauftritt. Erwähnenswert sind neben Tex Averys Oscar-nominierten Kurzfilm Die Hasenfalle die beiden Friz-Freleng-Kurzfilme Hiawathas Hasenjagd aus dem Jahr 1941, der ebenfalls eine Oscar-Nominierung erhielt und Ein Hase an König Arthurs Hof von 1958, der selbigen Preis gewann. Bugs Bunnys drei ärgste Kontrahenten sind Daffy Duck, Elmer Fudd und Yosemite Sam.
Von 1960 bis 2000 entstand aus diesen Kurzfilmen die Fernsehserie The Bugs Bunny Show, die in verschiedenen Ausführungen auch unter den Titeln The Bugs Bunny/Road Runner Hour, The Bugs Bunny/Road Runner Show, The Bugs Bunny/Looney Tunes Comedy Hour und The Bugs Bunny & Tweety Show gezeigt wurde. Im Deutschen lief die Serie ebenfalls in verschiedenen Ausführungen auf ZDF. Einmal unter dem Titel Bunny und seine Kumpane (Premiere: 10. August 1970) und später als Mein Name ist Hase (Premiere: 8. Februar 1983).
In den 1970er und 1980er Jahren kamen einige Kompilationsfilme mit Bugs Bunny in die Kinos. Zudem wurden ab den 1970er Jahren bis hinein in die 1990er Jahre zahlreiche Kompilations-Fernsehspecials mit ihm veröffentlicht, die großteils aus alten Kurzfilmen bestehen. Einzig die CBS-Fernsehspecials Bugs Bunnys Konzert der Tiere (1976), Bugs Bunny am Hofe König Arthurs (1978), Bugs Bunny’s Looney Christmas Tales (1979) und Bugs Bunny’s Bustin’ Out All Over (1980) sind vollständig neue Produktionen. Letztere beiden enthalten je zwei neue Kurzfilme mit Bugs Bunny. 1990 erschien mit Comic-Stars gegen Drogen ein Fernsehspecial außerhalb der normalen Looney-Tunes-Produktionen.
Bugs Bunny trat seit den 1990er Jahren in acht weiteren Looney-Tunes- bzw. Merrie-Melodies-Kurzfilmen sowie in mehreren Fernsehserien und Direct-to-Videos auf. Anfang der 2000er Jahre wurden auf der Looney-Tunes-Website mehrere Webtoons mit ihm veröffentlicht. Ebenfalls war er in mehreren Realfilmen, die mit Animationen kombiniert wurden, zu sehen. So hatte er Kurzauftritte in Two Guys from Texas (1948), Mein Traum bist Du (1949), Falsches Spiel mit Roger Rabbit (1988) und Gremlins 2 – Die Rückkehr der kleinen Monster (1990) sowie drei Hauptrollen in den Filmen Space Jam (1996), Looney Tunes: Back in Action (2003) und Space Jam: A New Legacy (2021).

## Kurzfilme
Insgesamt sind 200 Kurzfilme mit Bugs Bunny bzw. dessen Prototypen gelistet. Davon sind 196 Filme der Looney-Tunes- und Merrie-Melodies-Reihen, einer ist ein Paramount-Pictures-Puppentrickfilm, drei weitere sind Propagandafilme von denen zwei aus der Private-Snafu-Reihe stammen. Von den Looney-Tunes- und Merrie-Melodies-Filmen wurden 184 von 1938 bis 1964 im goldenen Zeitalter des US-amerikanischen Zeichentrickfilms produziert. Diese bestehen aus 168 regulären Filmen mit Bugs Bunny, 10 Filmen, in denen Bugs Bunny nur einen Kurzauftritt hat, und 6 Filmen, in denen Bugs-Bunny-Prototypen zu sehen sind (darunter zwei Kurzauftritte). Nach dem goldenen Zeitalter des US-amerikanischen Zeichentrickfilms wurden weitere 12 Kurzfilme produziert, von denen fünf innerhalb dreier Fernsehspecials erschienen und einer nur einen Kurzauftritt Bugs Bunnys in einem 3D-Animationsfilm beinhaltet.
| Erstaufführung (USA)                      | Deutscher Titel                               | Originaltitel                             | Bekannte Charaktere | LT/MM   | Regie                                                     | Anmerkungen |
| ----------------------------------------- | --------------------------------------------- | ----------------------------------------- | --- | ------- | --------------------------------------------------------- | --- |
| 30. Apr. 1938                             | Porkys Hasenjagd                              | Porky’s Hare Hunt                         | Schweinchen Dick | LT      | Ben Hardaway & Cal Dalton                                 | Proto-Bugs-Bunny; Schwarzweißfilm (1968 und 1992 koloriert) |
| 25. Mär. 1939 (5. Feb. 1949*)             | Geisterstunde (K)                             | Prest-O Change-O                          | The Two Curious Puppies | MM*     | Chuck Jones                                               | Proto-Bugs-Bunny; nicht zu verwechseln mit Die Geisterstunde aus dem Jahr 1938 (OT: Have You Got Any Castles?); dt. Alternativtitel: Kaninchen im Hut                                   |
| 12. Aug. 1939                             | Hasenfuss auf Kriegspfad                      | Hare-um Scare-um                          | Kurzauftritt auf einem Plakat: Schweinchen Dick | MM      | Ben Hardaway & Cal Dalton                                 | Proto-Bugs-Bunny |
| 7. Okt. 1939                              | –                                             | Naughty Neighbors                         | Schweinchen Dick, Petunia Pig, Kurzauftritt: Daffy Duck | LT      | Robert Clampett                                           | Proto-Bugs-Bunny; Schwarzweißfilm (1968 und 1992 koloriert); Kurzauftritt |
| 2. Mär. 1940                              | Vorsicht Kamera!                              | Elmer’s Candid Camera                     | Elmer Fudd | MM      | Chuck Jones                                               | Proto-Bugs-Bunny; dt. Alternativtitel: Foto-Safari; Vorsicht Kamera |
| 24. Aug. 1940                             | –                                             | Patient Porky                             | Schweinchen Dick | LT      | Robert Clampett                                           | Proto-Bugs-Bunny; Schwarzweißfilm (1968 und 1992 koloriert); Kurzauftritt |
| 27. Juli 1940 (17. Juni 1944*)            | Die Hasenfalle                                | A Wild Hare/ The Wild Hare*               | Elmer Fudd | MM*     | Tex Avery                                                 | Oscar-Nominierung (1941); Hugo-Award-Nominierung (1941) |
| 4. Jan. 1941                              | Kaninchenplage                                | Elmer’s Pet Rabbit                        | Elmer Fudd | MM      | Chuck Jones                                               | erste Erwähnung von Bugs Bunnys Namen |
| 15. Mär. 1941                             | Schildkröte besiegt Hase                      | Tortoise Beats Hare                       | Cecil Turtle | MM      | Tex Avery                                                 | dt. Alternativtitel: Die Hasenwette; Schildkröte besiegt Hasen |
| 7. Juni 1941 (12. Feb. 1944*)             | Hiawathas Hasenjagd                           | Hiawatha’s Rabbit Hunt                    | Hiawatha | MM*     | Friz Freleng                                              | Oscar-Nominierung (1942) |
| 5. Juli 1941                              | Wer jagt wen?                                 | The Heckling Hare                         | Willoughby the Dog | MM      | Tex Avery                                                 | |
| 13. Sep. 1941                             | Geschmortes Kanninchen (K)                    | All This and Rabbit Stew                  | – | MM      | Tex Avery                                                 | Censored 11; dt. Alternativtitel: All dies & Kaninchenbraten (K); Der falsche Hasenbraten (K); Eintopf mit ohne Kaninchen (K); Tod oder Lebendig (K)                                    |
| 20. Dez. 1941                             | Immer Ärger mit dem Hasen                     | Wabbit Twouble                            | Elmer Fudd | MM      | Robert Clampett                                           | |
| 14. Mär. 1942                             | Alle Wunder dieser Welt                       | Crazy Cruise                              | – | MM      | Tex Avery & Robert Clampett                               | Kurzauftritt |
| 28. Mär. 1942                             | Der Hase, der zum Essen kam                   | The Wabbit Who Came to Supper             | Elmer Fudd | MM      | Friz Freleng                                              | dt. Alternativtitel: Das Kaninchen, das zum Abendessen kam (K); Ein Hase kommt zum Essen (K); Haarige Erbschaft (K); Zum Abendessen ein Hase (K)                                        |
| 2. Apr. 1942                              | –                                             | Any Bonds Today?                          | Elmer Fudd, Schweinchen Dick | –       | Robert Clampett                                           | Propagandafilm, der während des 2. Weltkriegs dazu benutzt wurde um Kriegsanleihen zu verkaufen                                                                                         |
| 2. Mai 1942                               | Goldgräber unter sich                         | The Wacky Wabbit                          | Elmer Fudd | MM      | Robert Clampett                                           | dt. Alternativtitel: Auf Goldsuche (K); Das verrückte Kaninchen (K) |
| 6. Juni 1942                              | Löwenherz und Hasenfuß                        | Hold the Lion, Please                     | – | MM      | Chuck Jones                                               | |
| 11. Juli 1942                             | Hol’s der Geier!                              | Bugs Bunny Gets the Boid                  | Beaky Buzzard, Mama Buzzard | MM      | Robert Clampett                                           | dt. Alternativtitel: Hol’s der Geier; Bugs Bunny und der Baby-Bussard |
| 22. Aug. 1942                             | Tot oder lebendig (K)                         | Fresh Hare                                | Elmer Fudd | MM      | Friz Freleng                                              | dt. Alternativtitel: Bugs Bunny stellt sich (K) |
| 31. Okt. 1942                             | Der hasenfüssige Hypnotiseur                  | The Hare-Brained Hypnotist                | Elmer Fudd | MM      | Friz Freleng                                              | dt. Alternativtitel: Der hasenfüßige Hypnotiseur; Bugs Bunny der Hypnotiseur (K); Unter Hypnose (K); Hase unter Hypnose                                                                 |
| 12. Dez. 1942                             | Alles fauler Zauber                           | Case of the Missing Hare                  | – | MM      | Chuck Jones                                               | dt. Alternativtitel: Hokus-Pokus-Hasenfuß!; Hokus-Pokus Hasenfuss (K); Der Fall des verschwundenen Hasen (K); Der Zauberkünstler (K); Bugs Bunny – der Gaukler (K)                      |
| 20. Feb. 1943                             | Das große Rennen                              | Tortoise Wins by a Hare                   | Cecil Turtle | MM      | Robert Clampett                                           | nicht zu verwechseln mit Das große Rennen aus dem Jahr 1939 (OT: Porky and Teabiscuit) oder Das grosse Rennen aus dem Jahr 1965 (OT: The Wild Chase); dt. Alternativtitel: Ausgetrickst |
| 3. Apr. 1943                              | Super-Schlappohr                              | Super-Rabbit                              | Cottontail Smith | MM      | Chuck Jones                                               | Hugo-Award-Nominierung (1944); Propagandafilm; dt. Alternativtitel: Superbunny |
| 5. Juni 1943                              | Yankee Doodle Daffy                           | Yankee Doodle Daffy                       | Daffy Duck, Schweinchen Dick | LT      | Friz Freleng                                              | Kurzauftritt auf einem Bild; dt. Alternativtitel: Manager Daffy |
| 12. Juni 1943                             | Ein Riesen-Spass                              | Jack-Wabbit and the Beanstalk             | – | MM      | Friz Freleng                                              | |
| 3. Juli 1943                              | Hula Hula Hase                                | Wackiki Wabbit                            | – | MM      | Chuck Jones                                               | dt. Alternativtitel: Wakiki Wabbit (K); Hase Hawai (K); Südseeträume |
| 17. Juli 1943                             | Schweinchen im Hotel                          | Porky Pig’s Feat                          | Daffy Duck, Schweinchen Dick | LT      | Frank Tashlin                                             | einziger Schwarzweißfilm mit dem offiziellen Bugs Bunny (1968 und 1990 koloriert); Kurzauftritt                                                                                         |
| 18. Sep. 1943                             | Wunderliche Walzerträume                      | A Corny Concerto                          | Daffy Duck, Elmer Fudd, Schweinchen Dick | MM      | Robert Clampett                                           | dt. Alternativtitel: Bugs Bunny – Merkwürdiges Konzert (K); Cornys Konzert (K); Konzert mit Hindernissen (K)                                                                            |
| 30. Okt. 1943                             | Kommt ein Häschen geflogen                    | Falling Hare                              | – | MM      | Robert Clampett                                           | Propagandafilm; dt. Alternativtitel: Bugs Bunny geht in die Luft |
| 4. Dez. 1943 (30. Okt. 1948*)             | Verfloht und zugezeckt                        | An Itch in Time                           | Elmer Fudd, Willoughby the Dog, A. Flea, Kurzauftritt in einem Comic: Schweinchen Dick | MM*     | Robert Clampett                                           | Kurzauftritt in einem Comic; dt. Alternativtitel: Es juckt rechtzeitig (K); Der beste Freund des Flohs                                                                                  |
| 18. Dez. 1943                             | Rothäschen und der böse Wolf                  | Little Red Riding Rabbit                  | Böser Wolf, Rotkäppchen | MM      | Friz Freleng                                              | dt. Alternativtitel: Rothäschen und der blöde Wolf; Rotkäppchen und der böse Hase |
| 8. Jan. 1944                              | –                                             | What’s Cookin’ Doc?                       | Hiawatha | MM      | Robert Clampett & Friz Freleng                            | |
| 26. Feb. 1944                             | Der Bär ist los                               | Bugs Bunny and the Three Bears            | Die drei Bären | MM      | Chuck Jones                                               | dt. Alternativtitel: Der Bärs ist los |
| 22. Apr. 1944                             | –                                             | Bugs Bunny Nips the Nips                  | – | MM      | Friz Freleng                                              | |
| Mai 1944                                  | –                                             | Gas                                       | Private Snafu | –       | Chuck Jones                                               | Propagandafilm aus der Private-Snafu-Reihe; Kurzauftritt |
| 24. Juni 1944                             | Meer-Hase                                     | Hare Ribbin’                              | – | MM      | Robert Clampett                                           | |
| 22. Juli 1944                             | Hasablanca                                    | Hare Force                                | Alfredo (Willoughby the Dog) | MM      | Friz Freleng                                              | dt. Alternativtitel: Rivalen der Liebe |
| 28. Juli 1944                             | –                                             | Jasper Goes Hunting                       | – | –       | George Pal                                                | ein Paramount-Pictures-Puppentrickkurzfilm; Kurzauftritt |
| 26. Aug. 1944                             | –                                             | Buckaroo Bugs                             | – | LT      | Robert Clampett                                           | erster Bugs-Bunny-Film in der Looney-Tunes-Serie |
| Sep. 1944                                 | –                                             | Three Brothers                            | Private Snafu | –       | Friz Freleng                                              | Propagandafilm aus der Private-Snafu-Reihe; Kurzauftritt |
| 28. Okt. 1944                             | Hasenjagd ist angesagt                        | The Old Grey Hare                         | Elmer Fudd | MM      | Robert Clampett                                           | |
| 30. Dez. 1944                             | Bretter, die die Welt bedeuten                | Stage Door Cartoon                        | Elmer Fudd | MM      | Friz Freleng                                              | dt. Alternativtitel: Ein alter Hase im Showgeschäft |
| 6. Jan 1945 (21. Apr. 1951*)              | Der Duft von L’amour                          | Odor-Able Kitty                           | Pepé le Pew, Claude Cat, Kurzauftritt: Maus ähnlich Bertie | LT, MM* | Chuck Jones                                               | Kurzauftritt; dt. Alternativtitel: Wer sich mit fremden Streifen schmückt |
| 13. Jan. 1945                             | –                                             | Herr Meets Hare                           | Göring, Hitler | MM      | Friz Freleng                                              | Propagandafilm |
| 10. Feb. 1945                             | Hasenspäße                                    | The Unruly Hare                           | Elmer Fudd | MM      | Frank Tashlin                                             | |
| 5. Mai 1945                               | Hase am Abzug                                 | Hare Trigger                              | Yosemite Sam | MM      | Friz Freleng                                              | |
| 11. Aug. 1945                             | Im Kaufhaus ist der Hase los                  | Hare Conditioned                          | – | LT      | Chuck Jones                                               | |
| 10. Nov. 1945                             | Hasinitis                                     | Hare Tonic                                | Elmer Fudd | LT      | Chuck Jones                                               | nicht zu verwechseln mit Falscher Hase aus dem Jahr 1964 (OT: False Hare); dt. Alternativtitel: Falscher Hase; So ein Hasenbraten                                                       |
| 2. Feb. 1946                              | Baseball Bugs                                 | Baseball Bugs                             | – | LT      | Friz Freleng                                              | |
| 23. Mär. 1946                             | Dr. Elmer und Mr. Bugs                        | Hare Remover                              | Elmer Fudd | MM      | Frank Tashlin                                             | dt. Alternativtitel: Wenn Wissenschaft Sorgen schafft |
| 6. Apr. 1946 (11. Okt 1952*)              | Der Fanatiker                                 | Daffy Doodles                             | Daffy Duck, Schweinchen Dick | LT, MM* | Robert McKimson                                           | Kurzauftritt auf einem Bild |
| 25. Mai 1946                              | Angsthase Pfeffernase                         | Hair-Raising Hare                         | Gossamer, Dr. Lorre | MM      | Chuck Jones                                               | dt. Alternativtitel: Im Spukschloss ist der Hase los; Haarsträubender Hase |
| 29. Juni 1946                             | Bugs in der Manege                            | Acrobatty Bunny                           | – | LT      | Robert McKimson                                           | dt. Alternativtitel: Im Zirkus ist der Hase los |
| 14. Sep. 1946                             | Bugs Bunny in der Räuberhöhle                 | Racketeer Rabbit                          | Proto-Rocky | LT      | Friz Freleng                                              | |
| 5. Okt. 1946                              | Das große Schlummern                          | The Big Snooze                            | Elmer Fudd | LT      | Robert Clampett                                           | Satellite-Award-Nominierung (2005) |
| 9. Nov. 1946                              | Da Capo, Bunny                                | Rhapsody Rabbit                           | – | MM      | Friz Freleng                                              | dt. Alternativtitel: Bugs Bunny der Klavierspieler (K); Die musikalische Maus (K) |
| 25. Jan. 1947 (23. Juli 1955*)            | Ein Hörnchen kommt selten allein              | The Goofy Gophers                         | Goofy Gophers | LT, MM* | Robert Clampett (geplant) & Arthur Davis (fertiggestellt) | Kurzauftritt |
| 22. Mär. 1947                             | Ein Hase aus Manhattan                        | A Hare Grows in Manhattan                 | Hector the Bulldog | MM      | Friz Freleng                                              | dt. Alternativtitel: Hase in Manhattan |
| 10. Mai 1947                              | Der hurtige Hase                              | Rabbit Transit                            | Cecil Turtle | LT      | Friz Freleng                                              | dt. Alternativtitel: Wenn Hasen rasen |
| 28. Juni 1947                             | Osterhasen-Vertretung                         | Easter Yeggs                              | Elmer Fudd, Osterhase | LT      | Robert McKimson                                           | dt. Alternativtitel: Osterbunny |
| 1. Nov. 1947                              | Hasenbraten in Hollywood                      | Slick Hare                                | Elmer Fudd | MM      | Friz Freleng                                              | dt. Alternativtitel: Hasenbraten |
| 3. Jan. 1948                              | Absonderliche Affenliebe                      | Gorilla My Dreams                         | Gruesome Gorilla | LT      | Robert McKimson                                           | Remake: Das Kuckucksei (OT: Apes of Wrath, 1959); dt. Alternativtitel: Gorilla meiner Träume; Bugs sonderliche Affenliebe                                                               |
| 7. Feb. 1948                              | Bugs Bunny und der Indianer                   | A Feather in His Hare                     | – | LT      | Chuck Jones                                               | |
| 10. Apr. 1948                             | Bugs, der Boxer                               | Rabbit Punch                              | The Crusher | MM      | Chuck Jones                                               | dt. Alternativtitel: Der Hase mit dem harten Schlag |
| 8. Mai 1948                               | Bugs Bunny bei den Piraten                    | Buccaneer Bunny                           | Yosemite Sam | LT      | Friz Freleng                                              | |
| 12. Juni 1948                             | Fünf vor Zwölf Uhr mittags                    | Bugs Bunny Rides Again                    | Yosemite Sam | MM      | Friz Freleng                                              | Fortsetzung von Hase am Abzug (OT: Hare Trigger, 1945); dt. Alternativtitel: Bugs Bunny im Wilden Westen                                                                                |
| 24. Juli 1948                             | Hasen im Weltall                              | Haredevil Hare                            | Marvin der Marsmensch, K-9 | LT      | Chuck Jones                                               | dt. Alternativtitel: Mondlandung |
| 21. Aug. 1948 (1959–60*)                  | Versuchskaninchen                             | Hot Cross Bunny                           | – | MM*     | Robert McKimson                                           | |
| 25. Sep. 1948 (1957–58*)                  | Die Verabredung                               | Hare Splitter                             | – | MM*     | Friz Freleng                                              | |
| 23. Okt. 1948                             | Aladins Wunderlampe                           | A-Lad-in His Lamp                         | – | LT      | Robert McKimson                                           | |
| 4. Dez. 1948 (1958–59*)                   | Schlag auf Schlag                             | My Bunny Lies over the Sea                | – | MM*     | Chuck Jones                                               | |
| 15. Jan. 1949                             | Chaos im Kino                                 | Hare Do                                   | Elmer Fudd | MM      | Friz Freleng                                              | dt. Alternativtitel: Platz da! |
| 26. Feb. 1949 (1957–58*)                  | –                                             | Mississippi Hare                          | Colonel Shuffle | LT, MM* | Chuck Jones                                               | |
| 9. Apr. 1949 (1957–58*)                   | Hasen-Rebell                                  | Rebel Rabbit                              | – | MM*     | Robert McKimson                                           | |
| 30. Apr. 1949 (1958–59*)                  | Im Falle eines Falles                         | High Diving Hare                          | Yosemite Sam | LT, MM* | Friz Freleng                                              | |
| 4. Juni 1949 (1958–59*)                   | Brooklyn Bridge Bunny                         | Bowery Bugs                               | – | MM*     | Arthur Davis                                              | dt. Alternativtitel: Die Pechsträhne |
| 25. Juni 1949                             | Mein lieber Herr Gesangsverein                | Long-Haired Hare                          | – | LT      | Chuck Jones                                               | |
| 16. Juli 1949 (1959–60*) (28. Okt. 1967*) | Ritter müssen fallen                          | Knights Must Fall                         | – | MM*     | Friz Freleng                                              | |
| 6. Aug. 1949 (1961–62*)                   | –                                             | The Grey Hounded Hare                     | – | LT, MM* | Robert McKimson                                           | |
| 27. Aug. 1949                             | Rothäschen und der Wolf                       | The Windblown Hare                        | Böser Wolf, Die drei kleinen Schweinchen | LT      | Robert McKimson                                           | |
| 7. Okt. 1949                              | Eiskalter Hase                                | Frigid Hare                               | Playboy Penguin | MM      | Chuck Jones                                               | |
| 3. Dez. 1949                              | –                                             | Which Is Witch                            | – | LT      | Friz Freleng                                              | |
| 10. Dez. 1949 (18. Mai 1957*)             | –                                             | Bear Feat                                 | Die drei Bären | LT, MM* | Chuck Jones                                               | Kurzauftritt in einem Comic |
| 24. Dez. 1949 (1961–62*)                  | –                                             | Rabbit Hood                               | Little John, Robin Hood, Sheriff von Nottingham | MM*     | Chuck Jones                                               | mit Realszene |
| 21. Jan. 1950 (1959–64*)                  | –                                             | Hurdy-Gurdy Hare                          | Gruesome Gorilla | MM*     | Robert McKimson                                           | |
| 11. Feb. 1950 (20. Jan. 1968*)            | –                                             | Mutiny on the Bunny                       | Yosemite Sam | LT*     | Friz Freleng                                              | |
| 18. Feb. 1950 (1960–61*)                  | –                                             | The Lion’s Busy                           | Beaky Buzzard | LT, MM* | Friz Freleng                                              | Kurzauftritt |
| 11. Mär. 1950 (1961–62*)                  | Hase ohne Heim                                | Homeless Hare                             | – | MM*     | Chuck Jones                                               | dt. Alternativtitel: Häschen in der Grube |
| 22. Apr. 1950                             | Bugs im Bau                                   | Big House Bunny                           | Yosemite Sam | LT      | Friz Freleng                                              | |
| 17. Juni 1950                             | Is’ was, Doc?                                 | What’s Up Doc?                            | Elmer Fudd | LT      | Robert McKimson                                           | dt. Alternativtitel: Is was, Doc? |
| 8. Juli 1950 (1959–64*)                   | Vogel im Frack                                | 8 Ball Bunny                              | Playboy Penguin | LT, MM* | Chuck Jones                                               | |
| 12. Aug. 1950                             | Hillbilly Bunny                               | Hillbilly Hare                            | The Martin Brothers | MM      | Robert McKimson                                           | |
| 23. Sep. 1950                             | Bomben, Hasen und Granaten                    | Bunker Hill Bunny                         | Yosemite Sam | MM      | Friz Freleng                                              | |
| 18. Nov. 1950                             | –                                             | Bushy Hare                                | Kurzauftritt: Hippety Hopper | LT      | Robert McKimson                                           | |
| 16. Dez. 1950 (18. Jan. 1969*)            | Der Hase von Sevilla                          | Rabbit of Seville                         | Elmer Fudd | LT*     | Chuck Jones                                               | Hugo-Award-Nominierung (1951) |
| 6. Jan. 1951                              | –                                             | Hare We Go                                | Christoph Kolumbus | MM      | Robert McKimson                                           | |
| 10. Feb. 1951                             | Hase à la Carte                               | Rabbit Every Monday                       | Yosemite Sam | LT      | Friz Freleng                                              | nicht zu verwechseln mit Bunny à la carte aus demselben Jahr (OT: French Rarebit) |
| 10. Mär. 1951 (1960–61*)                  | Hau drauf, Hase!                              | Bunny Hugged                              | The Crusher | MM*     | Chuck Jones                                               | dt. Alternativtitel: Bugs Bunny in Hau Drauf Hase |
| 14. Apr. 1951                             | Sam + Bunny – Husch, husch ins Körbchen! (S8) | The Fair Haired Hare                      | Yosemite Sam | LT      | Friz Freleng                                              | |
| 19. Mai 1951 (1960–61*)                   | Die Jagdsaison ist eröffnet                   | Rabbit Fire                               | Daffy Duck, Elmer Fudd | LT, MM* | Chuck Jones                                               | 1. Teil der Jagd-Trilogie |
| 30. Juni 1951 (1959–64*)                  | Bunny à la carte                              | French Rarebit                            | – | MM*     | Robert McKimson                                           | dt. Alternativtitel: Hase à la carte |
| 11. Aug. 1951 (1960–61*)                  | –                                             | His Hare Raising Tale                     | Clyde Bunny, Kurzauftritt: Elmer Fudd | LT, MM* | Friz Freleng                                              | |
| 6. Okt. 1951 (1960–61*)                   | Wer die Wahl hat, hat die Qual                | Ballot Box Bunny                          | Yosemite Sam | MM*     | Friz Freleng                                              | dt. Alternativtitel: Sam + Bunny – ’hattu lange Löffel? (S8) |
| 12. Dez. 1951 (1962–63*)                  | Salto Brutale                                 | Big Top Bunny                             | – | MM*     | Robert McKimson                                           | |
| 19. Jan. 1952                             | –                                             | Operation: Rabbit                         | Wile E. Coyote | LT      | Chuck Jones                                               | |
| 23. Feb. 1952                             | Fuchsteufelswild                              | Foxy by Proxy                             | Willoughby the Dog | MM      | Friz Freleng                                              | gilt als Remake von Von Füchsen und Hunden (OT: Of Fox and Hounds, 1940) |
| 15. Mär. 1952 (1959-64*)                  | Ein Hase von 14 Karott                        | 14 Carrot Rabbit                          | Yosemite Sam | LT, MM* | Friz Freleng                                              | dt. Alternativtitel: Ein Hase von 14 Karat; Sam + Bunny die Goldsucher (S8) |
| 19. Apr. 1952                             | Vom Regen in die Traufe                       | Water, Water Every Hare                   | Gossamer | LT      | Chuck Jones                                               | |
| 7. Juni 1952                              | Marvin der Marsmensch                         | The Hasty Hare                            | Marvin der Marsmensch, K-9 | LT      | Chuck Jones                                               | |
| 26. Juli 1952                             | –                                             | Oily Hare                                 | – | MM      | Robert McKimson                                           | |
| 20. Sep. 1952                             | Waidmanns Heil                                | Rabbit Seasoning                          | Daffy Duck, Elmer Fudd | MM      | Chuck Jones                                               | 2. Teil der Jagd-Trilogie; nicht zu verwechseln mit Waldmannsheil aus dem Jahr 1967 (OT: Quacker Tracker)                                                                               |
| 15. Nov. 1952                             | Liebe Verwandte                               | Rabbit’s Kin                              | Pete Puma | MM      | Robert McKimson                                           | |
| 20. Dez. 1952                             | Bugs Bunny der Bruchpilot (S8)                | Hare Lift                                 | Yosemite Sam | LT      | Friz Freleng                                              | |
| 14. Feb. 1953 (24. Mai 1969*)             | Schütze Bugs                                  | Forward March Hare                        | – | LT*     | Chuck Jones                                               | dt. Alternativtitel: Schütze Bunny |
| 28. Feb. 1953                             | Entnervte Ente                                | Duck Amuck                                | Daffy Duck | MM      | Chuck Jones                                               | Eintrag in der National Film Registry (1999); Kurzauftritt; dt. Alternativtitel: Zeichenstreiche                                                                                        |
| 14. Mär. 1953 (1962–63*)                  | Viele Wege führen nach Rom                    | Upswept Hare                              | Elmer Fudd | MM*     | Robert McKimson                                           | |
| 2. Mai 1953 (12. Juli 1969*)              | Bugs Bunny – ’hattu Möhren? (S8)              | Southern Fried Rabbit                     | Yosemite Sam | LT*     | Friz Freleng                                              | |
| 20. Juni 1953                             | –                                             | Hare Trimmed                              | Yosemite Sam, Granny | MM      | Friz Freleng                                              | |
| 8. Aug. 1953                              | Olé, Torero!                                  | Bully for Bugs                            | – | LT      | Chuck Jones                                               | dt. Alternativtitel: Bully for Bugs; Bugs Bunny – ’bittu Torro? (S8); Bugs bunny der Stierkämpfer (S8); Bugs Bunny als Torero (Dux)                                                     |
| 25. Sep. 1953                             | Holzfäller-Hase                               | Lumber Jack-Rabbit                        | Hund ähnlich Charlie Dog | LT      | Chuck Jones                                               | |
| 3. Okt. 1953                              | Duck dich, Duck!                              | Duck! Rabbit, Duck!                       | Daffy Duck, Elmer Fudd | MM      | Chuck Jones                                               | 3. Teil der Jagd-Trilogie; nicht zu verwechseln mit Daffy Duck dich! aus dem Jahr 1959 (OT: People Are Bunny)                                                                           |
| 12. Dez. 1953                             | Treibjagd                                     | Robot Rabbit                              | Elmer Fudd | LT      | Friz Freleng                                              | dt. Alternativtitel: Häschen Langohr und der Roboter (Dux) |
| 16. Jan. 1954                             | Pirat unter Beschuss                          | Captain Hareblower                        | Yosemite Sam | MM      | Friz Freleng                                              | dt. Alternativtitel: Bugs Bunny und der Seeräuber |
| 13. Mär. 1954                             | Bugsy und Mugsy                               | Bugs and Thugs                            | Rocky & Mugsy | LT      | Friz Freleng                                              | |
| 1. Mai 1954                               | –                                             | No Parking Hare                           | – | LT      | Robert McKimson                                           | |
| 19. Juni 1954                             | Taz und Bugs                                  | Devil May Hare                            | Taz | LT      | Robert McKimson                                           | dt. Alternativtitel: Der Tasmanische Teufel |
| 24. Juli 1954                             | –                                             | Bewitched Bunny                           | Hänsel und Gretel, Witch Hazel | LT      | Chuck Jones                                               | |
| 28. Aug. 1954                             | –                                             | Yankee Doodle Bugs                        | Clyde Bunny, Franklin, Washington | LT      | Friz Freleng                                              | |
| 18. Dez. 1954                             | Baby Buggy Bunny                              | Baby Buggy Bunny                          | – | MM      | Chuck Jones                                               | |
| 12. Feb. 1955                             | Wettlauf in die Wolken                        | Beanstalk Bunny                           | Daffy Duck, Elmer Fudd | MM      | Chuck Jones                                               | |
| 26. Mär. 1955                             | Bugs Bunny ist der Größte (S8)                | Sahara Hare                               | Yosemite Sam, Kurzauftritt: Daffy Duck | LT      | Friz Freleng                                              | |
| 7. Mai 1955                               | Hasentausch                                   | Hare Brush                                | Elmer Fudd | MM      | Friz Freleng                                              | dt. Alternativtitel: Bugs Bunny der Meister aller Lampen (S8); Bugs Bunny – Weidmannsheil (S8)                                                                                          |
| 11. Juni 1955                             | Zeichentrickserei                             | Rabbit Rampage                            | Kurzauftritt: Elmer Fudd | LT      | Chuck Jones                                               | |
| 9. Juli 1955                              | –                                             | This Is a Life?                           | Daffy Duck, Elmer Fudd, Yosemite Sam, Granny | MM      | Friz Freleng                                              | |
| 27. Aug. 1955                             | Möhren, Monster, Mutationen                   | Hyde and Hare                             | Dr. Jekyll und Mr. Hyde | LT      | Friz Freleng                                              | unzutreffender dt. Alternativtitel: Sylvester und Tweety-Hyde |
| 1. Okt. 1955                              | Bugs Bunny – ’hattu Dachschaden? (S8)         | Knight-Mare Hare                          | Merlin | MM      | Chuck Jones                                               | |
| 12. Nov. 1955                             | Das Kampfkarnickel                            | Roman Legion-Hare                         | Yosemite Sam, Nero | LT      | Friz Freleng                                              | |
| 14. Jan. 1956                             | –                                             | Bugs’ Bonnets                             | Elmer Fudd | MM      | Chuck Jones                                               | |
| 25. Feb. 1956                             | Maskerade mit Folgen                          | Broom-Stick Bunny                         | Witch Hazel | LT      | Chuck Jones                                               | |
| 28. Apr. 1956                             | –                                             | Rabbitson Crusoe                          | Yosemite Sam | LT      | Friz Freleng                                              | |
| 16. Juni 1956                             | Napoleon Bunny-Part                           | Napoleon Bunny-Part                       | Napoleon, Kurzauftritt: Mugsy | MM      | Friz Freleng                                              | |
| 21. Juli 1956                             | Goldrausch                                    | Barbary-Coast Bunny                       | Nasty Canasta | LT      | Chuck Jones                                               | |
| 18. Aug. 1956                             | –                                             | Half-Fare Hare                            | – | MM      | Robert McKimson                                           | |
| 15. Sep. 1956                             | –                                             | A Star Is Bored                           | Daffy Duck, Elmer Fudd, Yosemite Sam | LT      | Friz Freleng                                              | |
| 27. Okt. 1956                             | Ein alter Fernsehhase                         | Wideo Wabbit                              | Elmer Fudd | MM      | Robert McKimson                                           | |
| 15. Dez. 1956                             | –                                             | To Hare Is Human                          | Wile E. Coyote | MM      | Chuck Jones                                               | |
| 9. Feb. 1957                              | Ali Baba Bunny                                | Ali Baba Bunny                            | Daffy Duck | MM      | Chuck Jones                                               | |
| 13. Apr. 1957                             | Pech gehabt!                                  | Bedevilled Rabbit                         | Taz | MM      | Robert McKimson                                           | |
| 25. Mai 1957                              | Wettlauf zum Schmatterhorn                    | Piker’s Peak                              | Yosemite Sam | LT      | Friz Freleng                                              | |
| 6. Juli 1957                              | Der Ring der Niegelungen                      | What’s Opera, Doc?                        | Elmer Fudd | MM      | Chuck Jones                                               | Eintrag in der National Film Registry (1992) |
| 31. Aug. 1957                             | –                                             | Bugsy and Mugsy                           | Rocky & Mugsy | LT      | Friz Freleng                                              | |
| 2. Nov. 1957                              | Einmal ein Star sein                          | Show Biz Bugs                             | Daffy Duck | LT      | Friz Freleng                                              | dt. Alternativtitel: Die prominente Ente |
| 14. Dez. 1957                             | Das Karnickel Romeo                           | Rabbit Romeo                              | Elmer Fudd, Millicent | MM      | Robert McKimson                                           | dt. Alternativtitel: Elmer + Bunny – Der Hasen-Kavalier (S8) |
| 1. Feb. 1958                              | –                                             | Hare-Less Wolf                            | – | MM      | Friz Freleng                                              | |
| 29. Mär. 1958 (8. Juni 1968*)             | Sternenflug                                   | Hare-Way to the Stars                     | Marvin der Marsmensch, Instant Martians | LT*     | Chuck Jones                                               | |
| 31. Mai 1958                              | –                                             | Now, Hare This                            | Böser Wolf | LT      | Robert McKimson                                           | |
| 23. Aug. 1958                             | Ein Hase an König Arthurs Hof                 | Knighty Knight Bugs                       | Yosemite Sam, Artus | LT      | Friz Freleng                                              | Oscar – gewonnen (1959) |
| 1. Nov. 1958                              | –                                             | Pre-Hysterical Hare                       | Elmer Fudd | LT      | Robert McKimson                                           | |
| 10. Jan. 1959 (20. Apr. 1968*)            | Musik, Maestro!                               | Baton Bunny                               | – | LT*     | Chuck Jones & Abe Levitow                                 | dt. Alternativtitel: Musik, Maestro |
| 28. Feb. 1959                             | Arabische Nächte                              | Hare-Abian Nights                         | Yosemite Sam, Gossamer | MM      | Ken Harris                                                | |
| 18. Apr. 1959                             | Das Kuckucksei                                | Apes of Wrath                             | Betrunkener Storch, Gruesome Gorilla, Kurzauftritt: Daffy Duck | MM      | Friz Freleng                                              | Remake von Absonderliche Affenliebe (OT: Gorilla My Dreams, 1948) |
| 13. Juni 1959                             | Bei den Waldmenschen                          | Backwoods Bunny                           | Pappy & Elvis | MM      | Robert McKimson                                           | |
| 1. Aug. 1959                              | –                                             | Wild and Woolly Hare                      | Yosemite Sam | LT      | Friz Freleng                                              | |
| 5. Sep. 1959                              | Es war einmal zur Weihnachtszeit              | Bonanza Bunny                             | Blacque Jacque Shellacque | MM      | Robert McKimson                                           | dt. Alternativtitel: Bonanza Bunny |
| 31. Okt. 1959                             | –                                             | A Witch’s Tangled Hare                    | Witch Hazel | LT      | Abe Levitow                                               | |
| 19. Dez. 1959                             | Daffy Duck dich!                              | People Are Bunny                          | Daffy Duck | MM      | Robert McKimson                                           | nicht zu verwechseln mit Duck dich, Duck! aus dem Jahr 1953 (OT: Duck! Rabbit, Duck!); dt. Alternativtitel: Daffy Duck + Bunny die Fernsehstars (S8)                                    |
| 13. Feb. 1960                             | Bugs Bunny – ’bittu Indianer? (S8)            | Horse Hare                                | Yosemite Sam | LT      | Friz Freleng                                              | dt. Alternativtitel: Bugs bunny der Indianerschreck (S8) |
| 1. Apr. 1960                              | Das Interview                                 | Person to Bunny                           | Daffy Duck, Elmer Fudd | MM      | Friz Freleng                                              | |
| 4. Juni 1960                              | –                                             | Rabbit’s Feat                             | Wile E. Coyote | LT      | Chuck Jones                                               | |
| 3. Sep. 1960                              | Sam ärgere dich nicht                         | From Hare to Heir                         | Yosemite Sam | MM      | Friz Freleng                                              | dt. Alternativtitel: Sam, ärgere dich nicht |
| 17. Dez. 1960                             | Der Hasensprenger                             | Lighter Than Hare                         | Yosemite Sam | MM      | Friz Freleng                                              | dt. Alternativtitel: Hasen-Sprenger; Bugs Bunny und die Marsmenschen (Dux) |
| 20. Mai 1961                              | Der Schneehase                                | The Abominable Snow Rabbit                | Daffy Duck, Hugo the Abominable Snowman | LT      | Chuck Jones Co-Regie: Maurice Noble                       | |
| 29. Juli 1961                             | –                                             | Compressed Hare                           | Wile E. Coyote | MM      | Chuck Jones Co-Regie: Maurice Noble                       | |
| 2. Sep. 1961                              | Der wahnsinnige Wikinger                      | Prince Violent (TV-Titel: Prince Varmint) | Yosemite Sam | LT      | Friz Freleng Co-Regie: Hawley Pratt                       | |
| 20. Jan. 1962                             | –                                             | Wet Hare                                  | Blacque Jacque Shellacque | LT      | Robert McKimson                                           | |
| 9. Juni 1962                              | Hasenrezept                                   | Bill of Hare                              | Taz | MM      | Robert McKimson                                           | |
| 8. Dez. 1962                              | Hasenpfeffer                                  | Shishkabugs                               | Yosemite Sam | LT      | Friz Freleng                                              | |
| 9. Feb. 1963                              | –                                             | Devil’s Feud Cake                         | Yosemite Sam, Teufel | MM      | Friz Freleng                                              | |
| 6. Apr. 1963                              | Millionenspiel                                | The Million Hare                          | Daffy Duck | LT      | Robert McKimson                                           | |
| 8. Juni 1963                              | –                                             | Hare-Breadth Hurry                        | Wile E. Coyote | LT      | Chuck Jones Co-Regie: Maurice Noble                       | |
| 7. Sep. 1963                              | Die Unaussprechlichen                         | The Unmentionables                        | Rocky & Mugsy | MM      | Friz Freleng                                              | |
| 19. Okt. 1963                             | Marshäschen                                   | Mad as a Mars Hare                        | Marvin der Marsmensch | MM      | Chuck Jones Co-Regie: Maurice Noble                       | dt. Alternativtitel: Mars-Häschen |
| 30. Nov. 1963                             | –                                             | Transylvania 6-5000                       | Count Bloodcount, Kurzauftritt: Witch Hazel | MM      | Chuck Jones Co-Regie: Maurice Noble                       | |
| 18. Jan. 1964                             | Sam + Bunny – Hoch die Pfoten! (S8)           | Dumb Patrol                               | Yosemite Sam, Kurzauftritt: Schweinchen Dick | LT      | Gerry Chiniquy                                            | nicht zu verwechseln mit Dumb Patrol aus dem Jahr 1931 |
| 28. Mär. 1964                             | Dr. Teufel & Mr. Hase                         | Dr. Devil and Mr. Hare                    | Taz | MM      | Robert McKimson                                           | |
| 16. Mai 1964                              | Kalte Ente                                    | The Iceman Ducketh                        | Daffy Duck | LT      | Phil Monroe Co-Regie: Maurice Noble                       | |
| 18. Juli 1964                             | Falscher Hase                                 | False Hare                                | Böser Wolf, Kurzauftritt: Foghorn Leghorn | LT      | Robert McKimson                                           | letzter Bugs-Bunny-Kino-Kurzfilm bis 1991; nicht zu verwechseln mit Falscher Hase aus dem Jahr 1945 (OT: Hare Tonic)                                                                    |
| 27. Nov. 1979                             | –                                             | Bugs Bunny’s Christmas Carol              | Schweinchen Dick, Sylvester & Tweety, Yosemite Sam, Kurzauftritte: Elmer Fudd, Foghorn Leghorn, Pepé le Pew | MM      | Friz Freleng                                              | Teil des Specials Bugs Bunny’s Looney Christmas Tales |
| 27. Nov. 1979                             | Böse Weihnachtsüberraschung                   | Fright Before Christmas                   | Clyde Bunny, Taz, Kurzauftritt: Speedy Gonzales | LT      | Friz Freleng                                              | Teil des Specials Bugs Bunny’s Looney Christmas Tales |
| 21. Mai 1980                              | –                                             | Portrait of the Artist as a Young Bunny   | Elmer Fudd, Kurzauftritte: Road Runner & Wile E. Coyote | LT      | Chuck Jones & Phil Monroe                                 | Teil des Specials Bugs Bunny’s Bustin’ Out All Over |
| 21. Mai 1980                              | –                                             | Spaced Out Bunny                          | Marvin der Marsmensch, Hugo the Abominable Snowman | LT      | Chuck Jones & Phil Monroe                                 | Teil des Specials Bugs Bunny’s Bustin’ Out All Over |
| 11. Feb. 1991                             | Box Office Bunny                              | Box-Office Bunny                          | Daffy Duck, Elmer Fudd, Kurzauftritt: Jason Voorhees | LT      | Darrell Van Citters                                       | |
| 25. Aug. 1992                             | –                                             | Invasion of the Bunny Snatchers           | Daffy Duck, Elmer Fudd, Yosemite Sam, Kurzauftritt: Schweinchen Dick | LT      | Greg Ford & Terry Lennon                                  | Teil des Specials Bugs Bunnys haarsträubende Geschichten |
| 25. Aug. 1995                             | Carrotblanca                                  | Carrotblanca                              | Daffy Duck, Penelope Pussycat, Pepé le Pew, Sylvester & Tweety, Yosemite Sam, Kurzauftritte: Barnyard Dawg, Beaky Buzzard, Elmer Fudd, Foghorn Leghorn, Gossamer, Granny, Miss Prissy, Mugsy, Pete Puma, Sam Sheepdog, Schweinchen Dick, Spike & Chester, The Crusher | LT      | Douglas McCarthy                                          | |
| 4. Nov. 1997                              | –                                             | From Hare to Eternity                     | Yosemite Sam, Kurzauftritt: Michigan J. Frog (Stimme) | LT      | Chuck Jones                                               | |
| 13. Juni 1997                             | (Pannen) Bunny!                               | (Blooper) Bunny!                          | Daffy Duck, Elmer Fudd, Yosemite Sam | MM      | Greg Ford & Terry Lennon                                  | bereits 1991 produziert; mit 3D-Szenen |
| 31. Mär. 2004                             | –                                             | Hare and Loathing in Las Vegas            | Yosemite Sam, Kurzauftritte: Road Runner & Wile E. Coyote | LT      | Peter Shin & Bill Kopp                                    | |
| 2. Nov. 2004                              | –                                             | Daffy Duck for President                  | Daffy Duck | LT      | Spike Brandt & Tony Cervone                               | |
| 10. Feb. 2012                             | –                                             | Daffy’s Rhapsody                          | Daffy Duck, Elmer Fudd | LT      | Matthew O’Callaghan                                       | 3D-Animationsfilm; Festival-d’Animation-Annecy-Nominierung (2012); Kurzauftritt |

- LT steht für die Looney-Tunes-Reihe, MM steht für die Merrie-Melodies-Reihe.
- Mit einem Sternchen gekennzeichnete Filme sind als Blue-Ribbon-Versionen wiederveröffentlicht worden. Dadurch änderte sich der Titel A Wild Hare in The Wild Hare und einige Looney-Tunes-Cartoons wurden zu Merrie-Melodies-Cartoons.
- S8 steht für Super-8-Titel.
- Dux steht für Dux-Kino-Titel.
- K steht für Titel von kleineren Labels.

## Kompilationsfilme
- 1979: Bugs Bunnys wilde, verwegene Jagd (The Bugs Bunny/Road-Runner Movie, mit Realszenen)
- 1981: Der total verrückte Bugs Bunny Film (The Looney, Looney, Looney Bugs Bunny Movie, mit Realszenen)
- 1982: Bugs Bunny – Märchen aus 1001 Nacht (Bugs Bunny’s 3rd Movie: 1001 Rabbit Tales)
- 1983: Daffy Ducks fantastische Insel (Daffy Duck’s Movie: Fantastic Island)
- 1988: Daffy Duck’s Quackbusters

## Fernsehserien
- 1970: Bunny und seine Kumpane (Kompilationsserie)
- 1972–1973: Schweinchen Dick (The Porky Pig Show, Kompilationsserie, 1964–1967)
- 1983: Mein Name ist Hase (Kompilationsserie)
- 1990–1992: Tiny Toon Abenteuer (Tiny Toon Adventures)
- 1991, 1993: Taz-Mania (2 Folgen)
- 1993–1994, 1997: Animaniacs (3 Folgen)
- 1998: Histeria! (3 Folgen)
- 2002–2005: Baby Looney Tunes (53 Folgen)
- 2005: Bugs Bunny und Looney Tunes (Kompilationsserie)
- 2011–2013: The Looney Tunes Show (52 Folgen)
- 2015–2019: Die neue Looney Tunes Show (New Looney Tunes, 133 Folgen)
- seit 2019: Looney Tunes Cartoons (47 Folgen)

## TV-Specials
Es erschienen zahlreiche Fernsehspecials, die großteils aus alten Kurzfilmen bestehen. Nur Bugs Bunnys Konzert der Tiere (1976), Bugs Bunny am Hofe König Arthurs (1978), Bugs Bunny’s Looney Christmas Tales (1979), Bugs Bunny’s Bustin’ Out All Over (1980) und Comic-Stars gegen Drogen (1990) sind originale Zeichentrickproduktionen. Einen weiteren neuen Bugs-Bunny-Cartoon gab es in Bugs Bunnys haarsträubende Geschichten (1992) zu sehen.
- 1976: Bugs Bunnys Konzert der Tiere (Carnival of the Animals, mit Realszenen)
- 1977: Bugs Bunny’s Easter Special
- 1977: Bugs Bunny in Space
- 1977: Bugs Bunny’s Howl-oween Special
- 1978: How Bugs Bunny Won the West (mit Realszenen)
- 1978: Bugs Bunny am Hofe König Arthurs (A Connecticut Rabbit in King Arthur’s Court)
- 1979: Bugs Bunny’s Valentine
- 1979: The Bugs Bunny Mother’s Day Special
- 1979: Bugs Bunny’s Thanksgiving Diet (mit einer Realszene)
- 1979: Bugs Bunny’s Looney Christmas Tales
- 1980: Bugs Bunny’s Bustin’ Out All Over
- 1980: The Bugs Bunny Mystery Special
- 1981: Bugs Bunny: All American Hero
- 1982: Bugs Bunnys verrückte Fernsehwelt (Bugs Bunny’s Mad World of Television)
- 1988: Bugs Bunnys Hitparade (Bugs vs. Daffy: Battle of the Music Video Stars)
- 1989: Bugs Bunnys wilde Welt des Sports (Bugs Bunny’s Wild World of Sports)
- 1990: Comic-Stars gegen Drogen (Cartoon All-Stars to the Rescue)
- 1991: Bugs Bunnys Katastrophen-Overtüre (Bugs Bunny’s Overtures to Disaster)
- 1991: Bugs Bunnys Mondlaunen (Bugs Bunny’s Lunar Tunes, mit Realszenen)
- 1992: Bugs Bunnys haarsträubende Geschichten (Bugs Bunny’s Creature Features)

### Weitere
- 1986: Bugs Bunny/Looney Tunes 50th Anniversary (mit Star-Interviews)
- 1990: Happy Birthday Bugs (Happy Birthday, Bugs!: 50 Looney Years, mit Realszenen und Stars)
- 1990: The Earth Day Special (Realfilm, Kurzauftritt)
- 2002: The 1st 13th Annual Fancy Anvil Awards Show Program Special: Live in Stereo (mit Realszenen und Stars)
- 2003: Cartoon Network’s Funniest Bloopers and Other Embarrassing Moments (mit Realszenen)

## Direct-to-Videos
- 1992: Tiny Toons Abenteuer: Total verrückte Ferien (Tiny Toon Adventures: How I Spent My Vacation, Kurzauftritt)
- 1997: Bugs Bunny’s Elephant Parade (Realfilm/Natur-Lehrfilm)
- 1997: Bugs Bunny’s Funky Monkeys (Realfilm/Natur-Lehrfilm)
- 1997: Bugs Bunny’s Silly Seals (Realfilm/Natur-Lehrfilm)
- 1998: Sing-Along – Quest for Camelot
- 1998: Sing-Along – Looney Tunes
- 2000: Tweety’s High-Flying Adventure (Kurzauftritt)
- 2003: Baby Looney Tunes – Ein Ei-genartiges Abenteuer (Baby Looney Tunes’ Eggs-traordinary Adventure, als Baby)
- 2003: Looney Tunes: Reality Check (Webtoons-Kompilationsfilm)
- 2003: Looney Tunes: Stranger Than Fiction (Webtoons-Kompilationsfilm)
- 2006: Bah, Humduck! A Looney Tunes Christmas
- 2015: Looney Tunes – Hasenjagd (Looney Tunes: Rabbits Run)

## Realfilme/Animationsfilme
- 1996: Space Jam
- 2003: Looney Tunes: Back in Action
- 2021: Space Jam: A New Legacy

### Weitere
- 1948: Two Guys from Texas (Kurzauftritt)
- 1949: Mein Traum bist Du (My Dream Is Yours, Kurzauftritt)
- 1988: Falsches Spiel mit Roger Rabbit (Who Framed Roger Rabbit, Kurzauftritt)
- 1990: Gremlins 2 – Die Rückkehr der kleinen Monster (Gremlins 2 – The New Batch, Kurzauftritt)

## Dokumentarfilme
- 1975: Bugs Bunny: Superstar (Kino-Dokumentarfilm/Kompilationsfilm)
- 1989: Bugs & Daffy: The Wartime Cartoons (Dokumentarfilm/Kompilationsfilm)
- 1991: Chuck Amuck: The Movie
- 2000: Chuck Jones: Extremes & Inbetweens – A Life in Animation (mit Stars)

## Webtoons
Anfang der 2000er Jahre wurden auf der Looney-Tunes-Website mehrere Webtoons veröffentlicht:
- 2001: Mysterious Phenomena of the Unexplained #2 (Kurzauftritt) und 4
- 2001: The Junkyard Run #1–3
- 2001: Toon Marooned #1–10
- 2001: Planet of the Taz #3
- 2001: The Matwix
- 2002: Sports Blab #2
- 2002: The Royal Mallard #4
- 2002: Satellite Sam
- 2002: The Island of Dr. Moron
- 2003: Aluminum Chef #1–2
- 2004: Bunk Bedlam
- 2004: H2Uh-Oh!
- 2004: Yosemite Slam (Kurzauftritt)
- 2005: Dating Do’s & Don’ts
- 2005: Fast Feud
- 2005: Grand Master Rabbit
- 2005: Malltown and Tazboy (Kurzauftritt)